# Усадьба Шибаевых
Усадьба Шибаевых — усадьба в Москве по адресу Новая Басманная улица, дом 23а, строение 1. Объект культурного наследия регионального значения.

## История
Усадебный дом датируется 1770-ми годами, трёхэтажный дом имел сводчатые потолки на первом этаже, фасад был украшен портиком из пилястр, а первый этаж рустован. Есть версия, что здание возвели по заказу князя Ивана Алексеевича Белосельского, владевшего усадьбой в этой части улицы. В конце XVIII — начале XIX веков хозяйкой дома была вдова коллежского асессора Марфа Яковлевна Кроткова, владевшая также подмосковным имением Молоди и известная своей благотворительностью.
В 1870-х годах усадьбу приобрёл купец первой гильдии и нефтепромышленник Сидор Мартынович Шибаев. При новом владельце была выполнена перестройка дома по проекту архитектора А. С. Каминского. Парадный фасад был заново декорирован с использованием деталей в русском стиле. Окна второго этажа получили наличники с завершениями, место пилястр заняли сдвоенные полуколонки, которые украсили и углы дома. Завершением фасада стали фигурный аттик и две угловые башенки. Новые детали фасада были сделаны из терракоты и окрашены в разные цвета.
После смерти вдовы Шибаева в 1899 году дом приобрело государство, и бывшая усадьба стала отделением Басманной больницы, расположенной неподалёку (дом 26). В советское время здание использовалось для административных нужд. В какой-то момент фасады утратили свою разноцветную окраску, однако она была восстановлена после реставрации в 2016 году. В ходе реставрации в интерьере дома воссоздано колористическое решение, восстановлены камин, орнамент паркета и исторические формы дверных проемов.

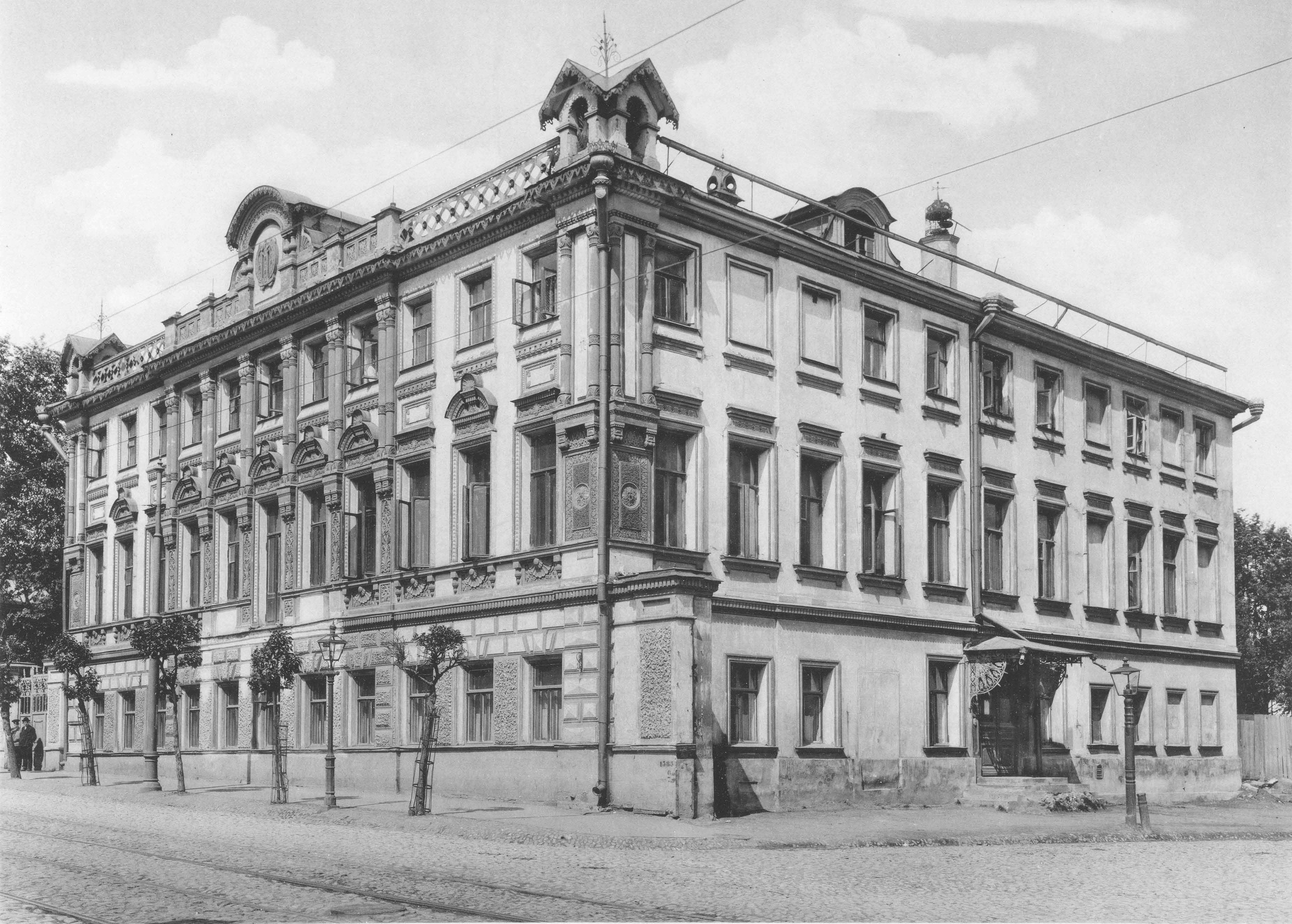
Дом в начале XX века
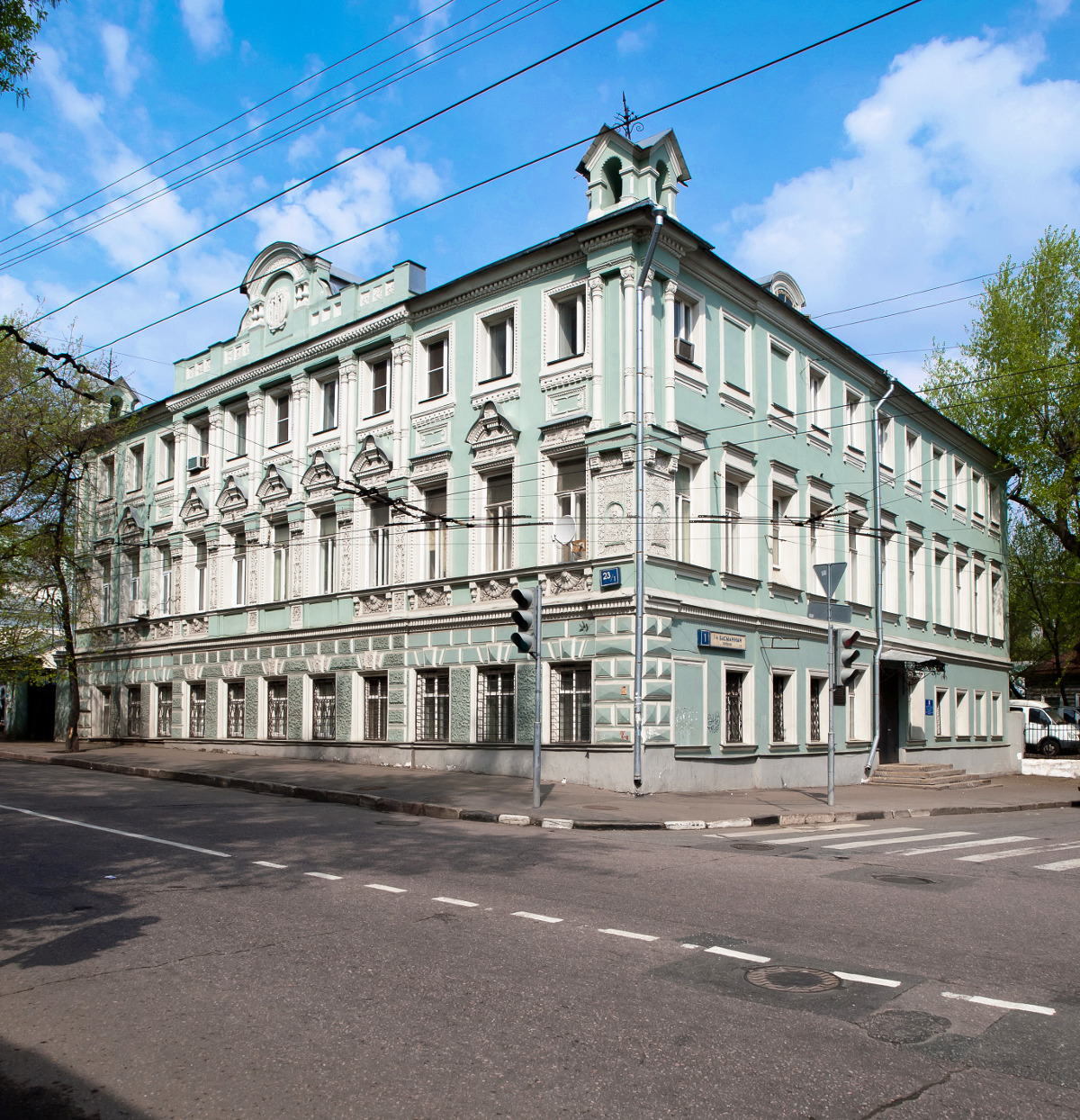
Дом в 2010 году
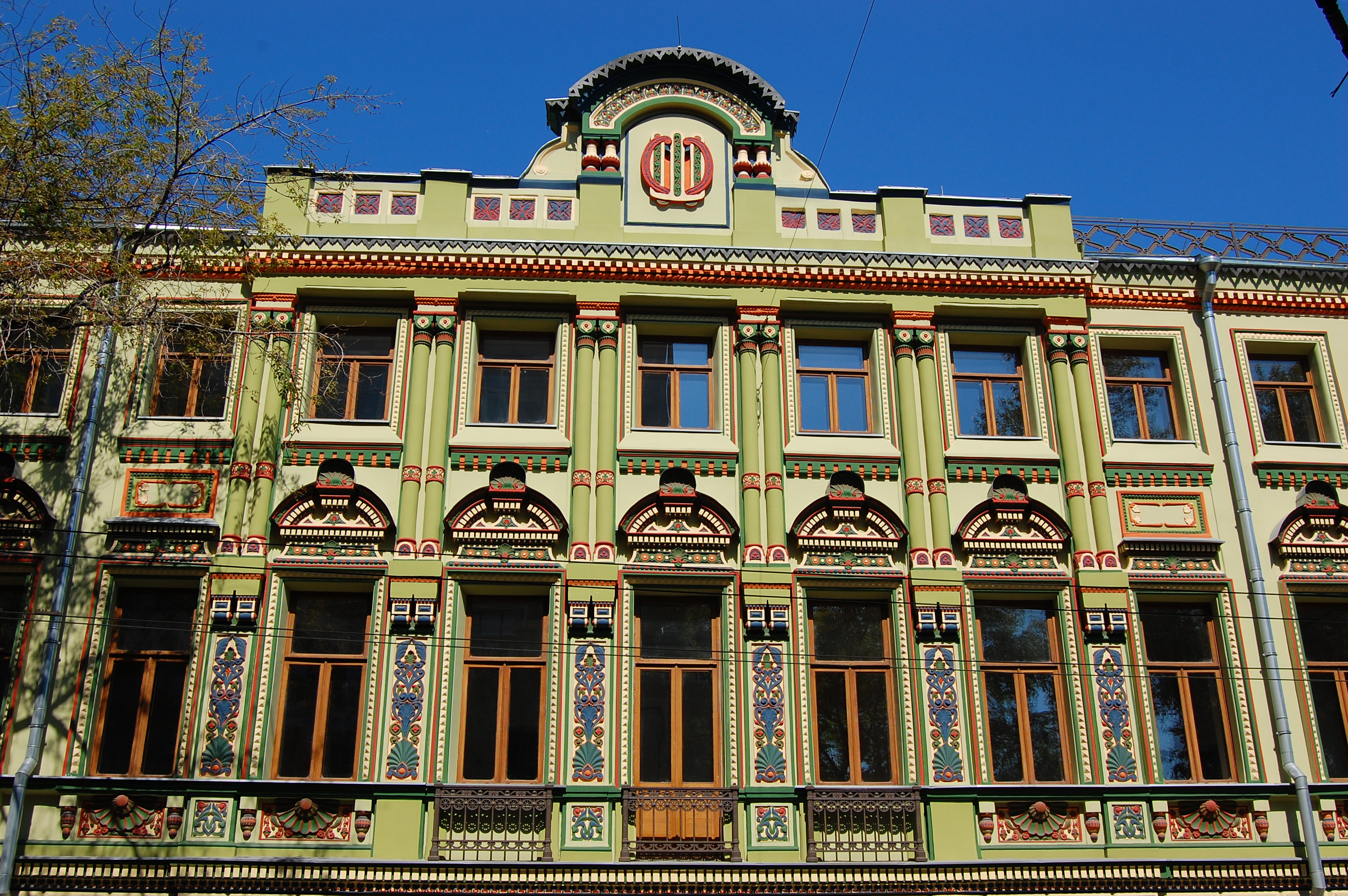
Центральная часть фасада, 2015 год